# Charles Piguet (Erzieher)

Charles Piguet in montenegrinischer Nationaltracht

Charles E. Piguet (* 17. April 1859 in Genf; †  24. September 1918 in Eaux-Vives) war ein Schweizer Erzieher, der in Montenegro und der Schweiz wirkte.

## Tätigkeit
Von 1881 bis 1901 lebte Piguet in der damaligen montenegrinischen Hauptstadt Cetinje. Hier war er als Erzieher der Söhne von König Nikolas – Danilo, Mirko und Peter – tätig. 1916 richtete Montenegro eine konsularische Vertretung in Genf ein. Für den Posten des Honorarkonsuls wurde Piguet berücksichtigt. Diesen Posten hatte er bis zu seinem Tod inne, danach war der Posten vakant; eine Neubesetzung war auch hinfällig, da Montenegro ein Teil des Königreichs der Serben, Kroaten und Slowenen wurde.
Piguet wirkte ferner als Übersetzer und übertrug Gordana des serbischen Schriftstellers Laza Kostić ins Französische.

## Ehrungen
1894 erhielt Piguet vom italienischen König das Komturkreuz des Ordens der Krone von Italien. 1893 wurde er als Offizier in die französische Ehrenlegion aufgenommen.

## Werke
- Le Monténégro, 1905[8].